# Nomenclatura planetaria

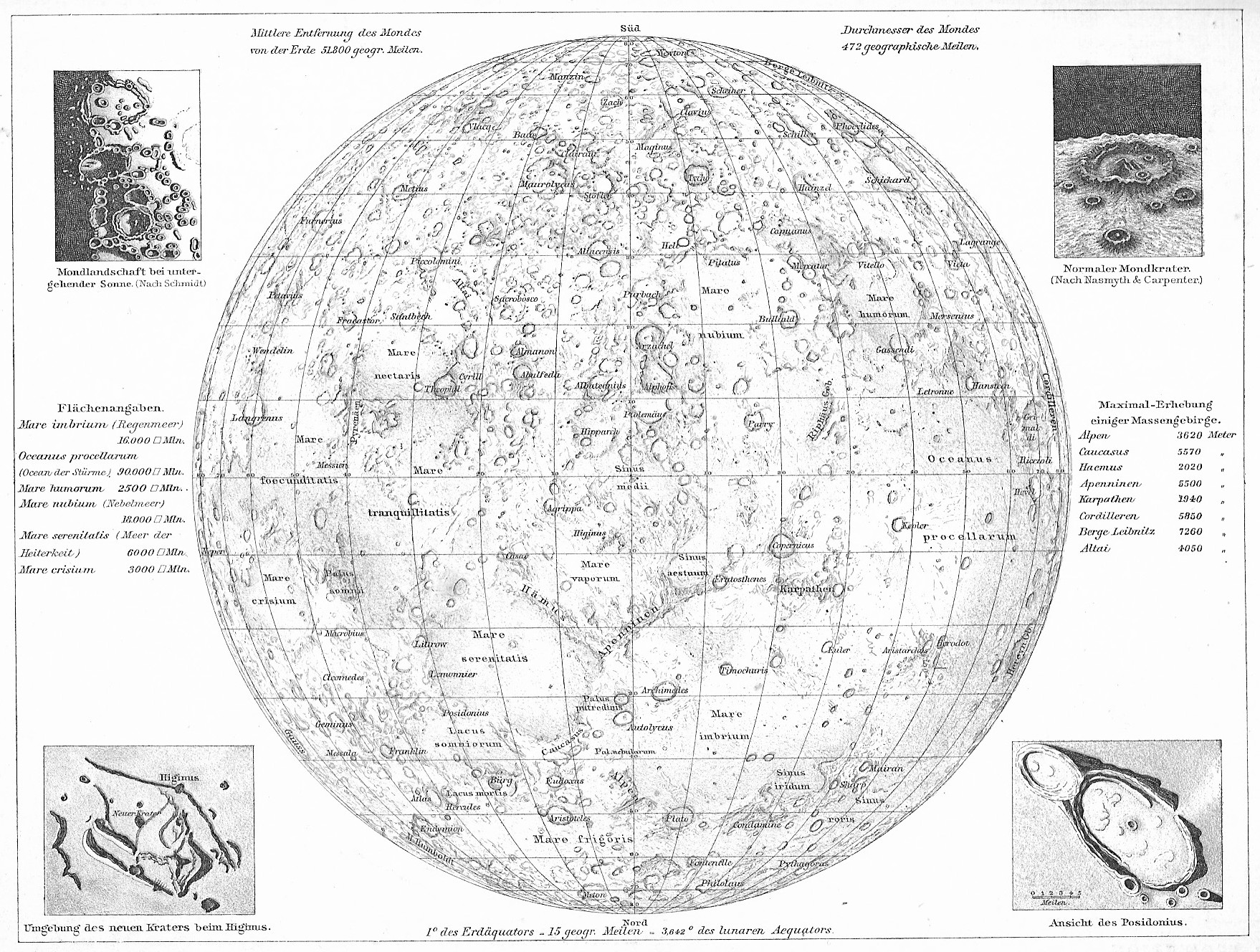
Un mapa de la Luna, de la 1ª edición del Andrees Allgemeiner Handatlas (1881), anterior a los convenios de la UAI.

La nomenclatura planetaria, como la nomenclatura terrestre, es un sistema de identificación único de los accidentes o rasgos (en inglés, features) de la superficie de un planeta o satélite natural de manera que esos accidentes pueden ser fácilmente localizados, descritos y discutidos. La tarea de asignar nombres oficiales a los accidentes es tomada por la Unión Astronómica Internacional (UAI) desde su fundación en 1919 y es la parte de las
convenciones sobre nomenclatura astronómica que atañen a los planetas.

## Como aprueba los nombres la UAI
Cuando se obtienen por primera vez imágenes de la superficie de un planeta o satélite, se elige un tema para designar los accidentes y, por lo general, los miembros del grupo adecuado de la UAI (un grupo comúnmente aceptado para dar nombre a los planetas) nombran algunos de los accidentes más importantes. Más tarde, cuando ya están disponibles mapas e imágenes de mayor resolución, se nombran nuevos accidentes, a petición de investigadores cartográficos o aquellos que describen accidentes, superficies o formaciones geológicas específicas. Cualquier persona puede sugerir un nombre particular que será considerado por un grupo de trabajo: Si los miembros del grupo están de acuerdo en que el nombre es apropiado, ese nombre puede ser retenido para ser usado cuando haya una petición de un miembro de la comunidad científica para denominar un accidente específico. Los nombres que hayan sido revisados con éxito por un grupo de trabajo se presentan al «Grupo de Trabajo para la Nomenclatura del Sistema Planetario» de la UAI (en inglés, Working Group for Planetary System Nomenclature, conocido por sus siglas WGPSN). Después de que los nombres hayan sido revisados con éxito por los miembros del WGPSN, se consideran aprobados provisionalmente y se pueden utilizar en mapas y publicaciones, siempre que se indique claramente el carácter de provisional. Los nombres provisionales, a continuación, se presentan para su aprobación a la Asamblea General de la UAI, que antes se reunía cada tres años, pero que ahora adopta continuamente la nomenclatura de accidentes planetarios cuando son necesarios. Un nombre no se considera oficial —es decir, adoptado— hasta que la Asamblea General haya dado su aprobación.

## Normas y convenciones de la UAI
Las denominaciones adoptadas por la UAI deben seguir las diversas normas y convenciones establecidas y modificadas a través de los años por dicha agrupación. Son las siguientes:
1. La nomenclatura es una herramienta y la primera consideración es que debe ser sencilla, clara y sin ambigüedades.
2. Los accidentes cuya dimensión más larga sea inferior a 100 metros no tendrán nombres oficiales a menos que tengan un interés científico excepcional.[2]
3. El número de nombres elegidos para cada cuerpo astronómico debe ser mínimo, y su colocación se regirá por las exigencias de la comunidad científica.
4. Se debe evitar la duplicación del mismo nombre en dos o más cuerpos planetarios.
5. Los nombres elegidos para cada cuerpo planetario deben de ser expresados en la lengua de origen. Se admite la transliteración de alfabetos diferentes, pero no la traducción de un idioma a otro.
6. Cuando sea posible, los temas establecidos en la primera nomenclatura del sistema solar deben ser utilizados y ampliados.
7. La nomenclatura del sistema solar deberá de ser internacional en la elección de nombres. Las recomendaciones presentadas a las comisiones nacionales de la UAI serán consideradas, pero la selección final de los nombres es responsabilidad de la Unión Astronómica Internacional. El WGPSN apoya firmemente la selección equitativa de nombres de grupos étnicos/países en cada mapa; sin embargo, está permitido un porcentaje mayor de nombres del país que planee un aterrizaje en los mapas del sitio de aterrizaje.
8. Ningún nombre con significado político, militar o religioso podrá ser utilizado, salvo los nombres de las figuras políticas anteriores al siglo XIX. (Nota: Aparentemente esto sólo sucede con las religiones que se practican hoy en día ampliamente, ya que los dioses y diosas de las religiones antiguas son obviamente aceptables para la UAI.)
9. La conmemoración de personas en cuerpos planetarios no debe ser un objetivo en sí mismo, sino que debe de reservarse para las personalidades de alto y duradero prestigio internacional. Las personas que deben ser tan honradas deberán haber fallecido por lo menos tres años antes.
10. Cuando se conserve más de una ortografía de un nombre, serán utilizada la ortografía preferida por la persona o la usada en referencias de autoridad. Los signos diacríticos son parte necesaria del nombre y podrán ser utilizados.
11. La nomenclatura para los anillos y manchas en los anillos y los nombres para los satélites recién descubiertos se desarrollaran en la deliberación conjunta entre el WGPSN y la Comisión 20 de la UAI. No se asignaran nombres a los satélites hasta que sus elementos orbitales sean razonablemente bien conocidos o cuando los accidentes definitivos hayan sido identificados.

Además de estas normas generales, cada grupo de trabajo desarrolla convenciones adicionales cuando formula una nomenclatura interesante y significativa para los distintos cuerpos planetarios.

## Convenciones de nombres
Los nombres de todos las accidentes planetarios incluirán un término descriptivo que refiera que tipo de accidente es, con la excepción de dos tipos: los cráteres, cuyo término descriptivo es implícito; y también algunos accidentes nombrados en Ío y Tritón que no llevan un término descriptivo porque son efímeros.
En general, la convención de nombres para un tipo de accidente sigue siendo la misma con independencia de su tamaño. Las excepciones a esta regla son los valles y cráteres en Marte y Venus; los convenios de denominación de estos accidentes difieren según el tamaño.
Una clasificación de accidentes, regio (regiones), fue utilizada originalmente en los primeros mapas de la Luna y de Mercurio (elaborados a partir de observaciones telescópicas) para describir vagos accidentes de albedo. Ahora se utiliza para delimitar una amplia región geográfica .
Los accidentes nombrados en cuerpos astronómicos tan pequeños que las coordenadas no se hayan determinado todavía serán identificados en las representaciones del cuerpo que son incluidas en el volumen de transacciones de la UAI del año en que se adoptaron los nombres. Los anillos de satélites y las manchas en los anillos son nombradas por los científicos que hayan estudiado esos accidentes; los dibujos que muestren esos nombres también se incluirán en el pertinente volumen de transacciones. Los nombres para los accidentes atmosféricos son informales en la actualidad; un sistema formal será elegido en el futuro.
Los límites de muchos accidentes de gran tamaño (como terrae, regiones, planitiae y plana) no son topográficamente o geomorfológicamente distintos y las coordenadas de estos accidentes son identificadas desde un punto central elegido arbitrariamente. Las fronteras (y por tanto, las coordenadas) se puede determinar con mayor exactitud a partir de los datos geoquímicos y geofísicos que se puedan obtener en misiones futuras.

## Descriptores (tipos de accidentes)
| Accidente                               | Descripción | Designación |
| --------------------------------------- | --- | ----------- |
| Albedo (accidente) (Albedo feature)     | Un área que muestra contraste en brillo u oscuridad (albedo) con las áreas adyacentes. Este término está implícito.                                                                        | AL          |
| Arcus, arcūs                            | Accidente curvado. | AR          |
| Astrum, astra                           | Accidentes con patrones radiales sobre Venus. | AS          |
| Catena, catenae                         | Una cadena de cráteres de impacto sobre la superficie de un cuerpo astronómico (por ejemplo, Enki Catena).                                                                                 | CA          |
| Cavus, cavi                             | Cavidades, depresiones empinadas irregulares, generalmente en matrices o grupos. | CB          |
| Chaos                                   | Áreas planetarias perfectamente delimitadas cuya superficie es sumamente escarpada, quebradiza y agrietada (por ejemplo, Iani Chaos).                                                      | CH          |
| Chasma, chasmata                        | Una depresión caracterizada por sus empinadas caras, profundidad y longitud. El plural es chasmata. (por ejemplo, Eos Chasma).                                                             | CM          |
| Colles                                  | Una colección de pequeñas colinas o knobs. | CO          |
| Corona, coronae                         | Un accidente ovalado. Se utiliza solo en Venus y Miranda. | CR          |
| Cráter, cráteres                        | Cada una de las numerosas depresiones circulares que deja el impacto de un meteorito en la superficie de un cuerpo planetario. Este término es implícito.                                  | AA          |
| Dorsum, dorsa                           | Cresta, a veces llamada cresta arrugada (por ejemplo, Dorsum Buckland). | DO          |
| Centro eruptivo                         | Un volcán activo en Ío. Este término está implícito. | ER          |
| Facula, faculae                         | Cada una de las partes más brillantes que se observan en la superficie del Sol. | FA          |
| Farrum, farra                           | Estructura en forma de panqueque, o una hilera de esas estructuras. | FR          |
| Flexus, flexūs                          | Cresta o cordillera curvilínea muy baja, con un patrón festoneado. | FE          |
| Fluctus, fluctūs                        | Terreno cubierto por los materiales arrojados de un volcán. | FL          |
| Flumen, flumina                         | Canal en Titán que podría llevar líquido. | FM          |
| Fossa, fossae                           | Depresión poco profunda, largo y estrecha. | FO          |
| Insula, insulae                         | Isla (islas), una zona aislada de tierra (o un grupo de tales zonas), rodeada, o casi rodeada, por una zona líquida (mar o lago). El único accidente con esta designación es Mayda Insula. | IN          |
| Labes, labēs                            | Escombros de deslizamientos. Se utiliza solo en Marte. | LA          |
| Labyrinthus, labyrinthi                 | Complejo de intersección de valles o cordilleras o crestas. | LB          |
| Lacus                                   | Un «lago» o pequeña llanura. Utilizado en la Luna, Marte y Titán. | LC          |
| Lugar de aterrizaje (Landing site name) | Accidentes lunares en, o cerca de, el lugar de alunizaje del Apollo. | LF          |
| Grandes anillos (Large ringed feature)  | Accidentes anillados crípticos. | LG          |
| Lenticula, lenticulae                   | Pequeñas manchas oscuras en Europa. | LE          |
| Línea, lineae                           | Marcas alargadas oscuras o brillantes, que pueden ser rectas o curvas. | LI          |
| Macula, maculae                         | Mancha oscura, que puede ser irregular. | MA          |
| Mare, maria                             | Un «mar» a gran llanura circular (por ejemplo, Mare Erythraeum. Utilizado en la Luna, Marte y Titán.                                                                                       | ME          |
| Mensa, mensae                           | Una prominencia coronada plana, con bordes acantilados (como una «mesa»). | MN          |
| Mons, montes                            | Mons se refiere a una montaña. Montes se refiere a una cadena de montañas. | MO          |
| Oceanus                                 | Área muy grande y oscura. Se utiliza solo en la Luna. | OC          |
| Palus, paludes                          | «Marisma» o pequeña llanura. Utilizado en la Luna y Marte. | PA          |
| Patera, paterae                         | Cráter irregular o un complejo con bordes ondulados (por ejemplo, Ah Peku Patera). Generalmente se refiere a la depresión en forma de plato de la cima de un volcán.                       | PE          |
| Planitia, planitiae                     | Llanura baja (por ejemplo, Amazonis Planitia). | PL          |
| Planum, plana                           | Una meseta o llanura elevada (por ejemplo, Planum Boreum). | PM          |
| Plume                                   | Una accidente criovolcánico en Tritón. Este término actualmente está en desuso. | PU          |
| Promontorium, promontoria               | «Cabo» o promontorio. Se utiliza solo en la Luna. | PR          |
| Regio, regiones                         | Grandes áreas marcadas por la reflectividad o distinto color de las áreas adyacentes, o de una amplia región geográfica.                                                                   | RE          |
| Reticulum, reticula                     | Retícula (patrón de red) en Venus. | RT          |
| Rima, rimae                             | Fisura. Se utiliza solo en la Luna. | RI          |
| Rupes, rupēes                           | Escarpes. | RU          |
| Satellite (accidente)                   | Un accidente que comparte el nombre de un accidente asociado (por ejemplo, Hertzsprung D).                                                                                                 | SF          |
| Scopulus, scopuli                       | Escarpe irregular o lobulado. | SC          |
| Sinus                                   | «Bahía» o ensenada, pequeña llanura (por ejemplo, Sinus Meridiani). | SI          |
| Sulcus, sulci                           | Surcos y crestas subparalelos. | SU          |
| Terra, terrae                           | Extensa masa de tierra (por ejemplo, Arabia Terra). | TA          |
| Tessera, tesserae                       | Un área teselada, como un mosaico, un terreno poligonal. Este término se utiliza solo en Venus.                                                                                            | TE          |
| Tholus, tholi                           | Pequeña cúpula montañosa o colina (por ejemplo, Hecates Tholus). | TH          |
| Undae                                   | Un campo de dunas. | UN          |
| Vallis, valles                          | Un valle (por ejemplo, Valles Marineris). | VA          |
| Vastitas, vastitates                    | Una extensa llanura. El único accidente con esta designación es Vastitas Borealis. | VS          |
| Virga, virgae                           | Un rayo o una banda de color. | VI          |

## Categorías para designar accidentes en planetas y satélites

### Mercurio
| Tipo de accidente | Lista actual      | Referencia | Convención de nombres | Imágenes |
| ----------------- | ----------------- | ---------- | --- | -------- |
| Cráteres          | lista (en inglés) |            | Artistas famosos, músicos, pintores y autores fallecidos.                                                                                              |          |
| Dorsa             | lista (en inglés) |            | Astrónomos que realizaron estudios detallados del planeta.                                                                                             |          |
| Fossae            | lista (en inglés) |            | Obras arquitectónicas significativas. |          |
| Montes            | lista (en inglés) |            | Palabras para "hot" ("caliente") en varios idiomas. Sólo una montaña en la actualidad lleva nombre: Caloris Montes, de la palabra latina para "calor". |          |
| Planitiae         | lista (en inglés) |            | Nombres de Mercurio (tanto planeta como dios) en varios idiomas.                                                                                       |          |
| Rupēs             | lista (en inglés) |            | Los buques de expediciones de descubrimiento o de expediciones científicas.                                                                            |          |
| Valles            | lista (en inglés) |            | Instalaciones de radiotelescopio. |          |

### Venus
Todos los accidentes de Venus, menos tres, tienen nombres de mujeres. Las tres excepciones fueron nombrados antes de que la convención fuese aprobada, siendo respectivamente Alpha Regio, Beta Regio y Maxwell Montes, que lleva el nombre de James Clerk Maxwell.
| Tipo de accidente | Lista actual      | Referencia | Convención de nombres |
| ----------------- | ----------------- | ---------- | --- |
| Astra             | Ninguno           |            | Diosas, varios |
| Chasmata          | lista (en inglés) |            | Diosas de la caza; diosas de la luna                                                                                        |
| Colles            | lista (en inglés) |            | Diosas del mar |
| Coronae           | lista (en inglés) |            | Diosas de la fertilidad y la tierra                                                                                         |
| Cráteres          | lista (en inglés) |            | Más de 20 km: mujeres famosas; menos de 20 km: nombres comunes de mujer.                                                    |
| Dorsa             | lista (en inglés) |            | Diosas del cielo |
| Farra             | lista (en inglés) |            | Diosas del agua |
| Fluctūs           | lista (en inglés) |            | Diosas, varios |
| Fossae            | lista (en inglés) |            | Diosas de la guerra |
| Labyrinthi        | lista (en inglés) |            | Diosas, varios |
| Lineae            | lista (en inglés) |            | Diosas de la guerra |
| Montes            | lista (en inglés) |            | Diosas, varios (también científicos de radar)                                                                               |
| Paterae           | lista (en inglés) |            | Mujeres famosas |
| Planitiae         | lista (en inglés) |            | Heroínas mitológicas |
| Plana             | lista (en inglés) |            | Diosas de la prosperidad |
| Regiones          | lista (en inglés) |            | Gigantas y Titánides (también dos alfanuméricos griegos)                                                                    |
| Rupēs             | lista (en inglés) |            | Diosas del corazón y el hogar                                                                                               |
| Terrae            | lista (en inglés) |            | Diosas del amor |
| Tesserae          | lista (en inglés) |            | Diosas del destino y la fortuna                                                                                             |
| Tholi             | lista (en inglés) |            | Diosas, diversos |
| Undae             | lista (en inglés) |            | Diosas del desierto |
| Valles            | lista (en inglés) |            | Palabras para el planeta Venus en diferentes idiomas del mundo (400 km y más); diosas del río (menos de 400 km de longitud) |

### La Luna
| Tipo de accidente            | Convención de nombres |
| ---------------------------- | --- |
| Cráteres                     | Los cráteres son nombrados generalmente según los científicos, académicos, artistas y exploradores fallecidos que hayan realizado aportaciones destacadas o contribuciones fundamentales en su campo. Además, los cráteres en o alrededor del Mare Moscoviense llevan el nombre de cosmonautas rusos difuntos y los cráteres en y alrededor del cráter Apolo llevan el nombre de astronautas estadounidenses fallecidos (véase muertes en la carrera espacial). Esta convención podrá ser ampliada si otros países activos en el espacio sufren accidentes mortales en los vuelos espaciales. |
| Lacūs, Maria, Paludes, Sinūs | A estos accidentes se les asignan nombres en latín que son términos que describen el clima y otros conceptos abstractos. |
| Montes                       | Los montes llevan el nombre de las cordilleras terrestres o cráteres cercanos. |
| Rupēs                        | Los rupēs llevan el nombre de las cadenas montañosas cercanas (véase más arriba). |
| Valles                       | Los valles se nombran según los accidentes cercanos. |
| Otros                        | Los accidentes que no pertenecen a ninguna de las categorías anteriores tienen el nombre de cráteres cercanos. |

### Marte y satélites marcianos
| Planeta/satélites | Tipo de accidente | Convención de nombres | Imagen |
| ----------------- | ----------------- | --- | ------ |
| Marte             | Grandes cráteres  | Científicos fallecidos que han contribuido al estudio de Marte; escritores y otros que han contribuido a la tradición de Marte |        |
| Marte             | Pequeños cráteres | Pueblos del mundo con una población de menos de 100.000 habitantes |        |
| Marte             | Grandes valles    | Nombre de Marte /estrella en varios idiomas |        |
| Marte             | Pequeños valles   | Nombres de ríos, clásicos o modernos |        |
| Marte             | Otros accidentes  | Para otros accidentes cercanos de albedo nombrados en los mapas de Schiaparelli o Antoniadi. Ver una lista de accidentes clásicos de albedo en Marte (en inglés). |        |
| Deimos            | -                 | Los accidentes de Deimos llevan el nombre de los autores que escribieron acerca de los satélites de Marte. Hay actualmente dos accidentes nombrados en Deimos —cráter de Swift y el cráter Voltaire— que llevan el nombre de Jonathan Swift y Voltaire, que predijeron la presencia de las lunas de Marte. |        |
| Fobos             |                   | Todos los accidentes en Fobos tienen el nombre de los científicos involucrados en el descubrimiento, dinámica o propiedades de los satélites de Marte o de personas y lugares de la obra de Jonathan Swift, Los viajes de Gulliver.                                                                        |        |

Cuando las sondas espaciales aterrizaron en Marte algunos pequeños accidentes, como rocas, dunas y depresiones, se nombraron con nombres informales (en inglés), muchos de ellos frívolos, como el nombre de un helado (como Cookies N Cream), personajes de dibujos animados (como SpongeBob SquarePants y Patrick) o músicos de los años 1970 (como ABBA y los Bee Gees).

### Satélites de Júpiter
| Planeta/satélites | Tipo de accidente         | Convención de nombres |   | |
| ----------------- | ------------------------- | --------------------- | - | --- |
| Amaltea           | -                         |                       |   | Personas y lugares asociados con el mito de Amaltea. |
| Tebe              | -                         | -                     | - | Personas y lugares asociados con el mito de Tebe. Sólo hay un accidente en Tebe, el cráter Zeto |
| Io                | Centros eruptivos activos | lista (en inglés)     |   | Los volcanes activos son nombrado según los héroes o dioses del fuego, el sol o el trueno. |
| Io                | Catenae                   | lista (en inglés)     |   | Las cadenas de cráteres tienen nombres de dioses solares. (Ya no se usa, el plural de patera se utiliza ahora en su lugar)                                                                              |
| Io                | Fluctūs                   | lista (en inglés)     |   | Los nombres de fluctūs se derivan de un accidente nombrado cercano, dioses, diosas y héroes o forjadores míticos del fuego, el sol, el trueno o el volcán.                                              |
| Io                | Mensae, Montes y Plana    | lista (en inglés)     |   | Estas mesas, montañas y mesetas puede ser nombradas según lugares relacionados con la mitología de Io, derivados de accidentes nombrados cercanos o lugares del Infierno de la Divina Comedia de Dante. |
| Io                | Paterae                   | lista (en inglés)     |   | Las paterae en Io son nombradas según dioses, héroes o diosas o herreros míticos del fuego, el sol, el trueno o el volcán.                                                                              |
| Io                | Regiones                  | lista (en inglés)     |   | Las regiones en Io son nombradas según lugares asociados con la mitología de Io, derivados de accidentes nombrados cercanos o lugares del Infierno de la Divina Comedia de Dante.                       |
| Io                | Tholi                     | lista (en inglés)     |   | Los volcanes de escudo de Io son nombrados según lugares asociados con la mitología de Io, derivados de accidentes nombrados cercanos o lugares del Infierno de la Divina Comedia de Dante.             |
| Io                | Valles                    | lista (en inglés)     |   | Los nombres de los valles derivan de accidentes nombrados cercanos |
| Europa            | Chaos                     | -                     | - | Lugares asociados con los mitos celtas. |
| Europa            | Cráteres                  | -                     | - | Dioses y héroes celtas |
| Europa            | Flexūs                    | -                     | - | Lugares asociados con los mitos de Europa |
| Europa            | Grandes anillos           | -                     | - | Círculos de piedra celtas |
| Europa            | Lenticulae                | -                     | - | Dioses y héroes celtas |
| Europa            | Lineae                    | -                     | - | Personas asociadas con los mitos de Europa |
| Europa            | Maculae                   | -                     | - | Lugares asociados con los mitos de Europa |
| Europa            | Regiones                  | -                     | - | Lugares asociados con los mitos celtas |
| Ganímedes         | Catenae, Cráteres         | -                     | - | Dioses y héroes de pueblos del Creciente Fértil. |
| Ganímedes         | Faculae                   | -                     | - | Lugares asociados con los mitos de Egipto |
| Ganímedes         | Fossae                    | -                     | - | Dioses (o principales) de ntiguos pueblos del Creciente Fértil. |
| Ganímedes         | Paterae                   | -                     | - | Paterae en Ganímedes son nombrados según wadis en el Creciente Fértil. |
| Ganímedes         | Regiones                  | -                     | - | Astrónomos que descubrieron satélites jovianos. |
| Ganímedes         | Sulci                     | -                     | - | Lugares asociados con mitos de antiguos pueblos d |
| Calisto           | Grandes anillos           | -                     | - | Hogares de dioses y héroes |
| Calisto           | Cráteres                  | -                     | - | Héroes y heroínas de mitos del norte |
| Calisto           | Catenae                   | -                     | - | Lugares mitológicos en latitudes altas |

### Satélites de Saturno

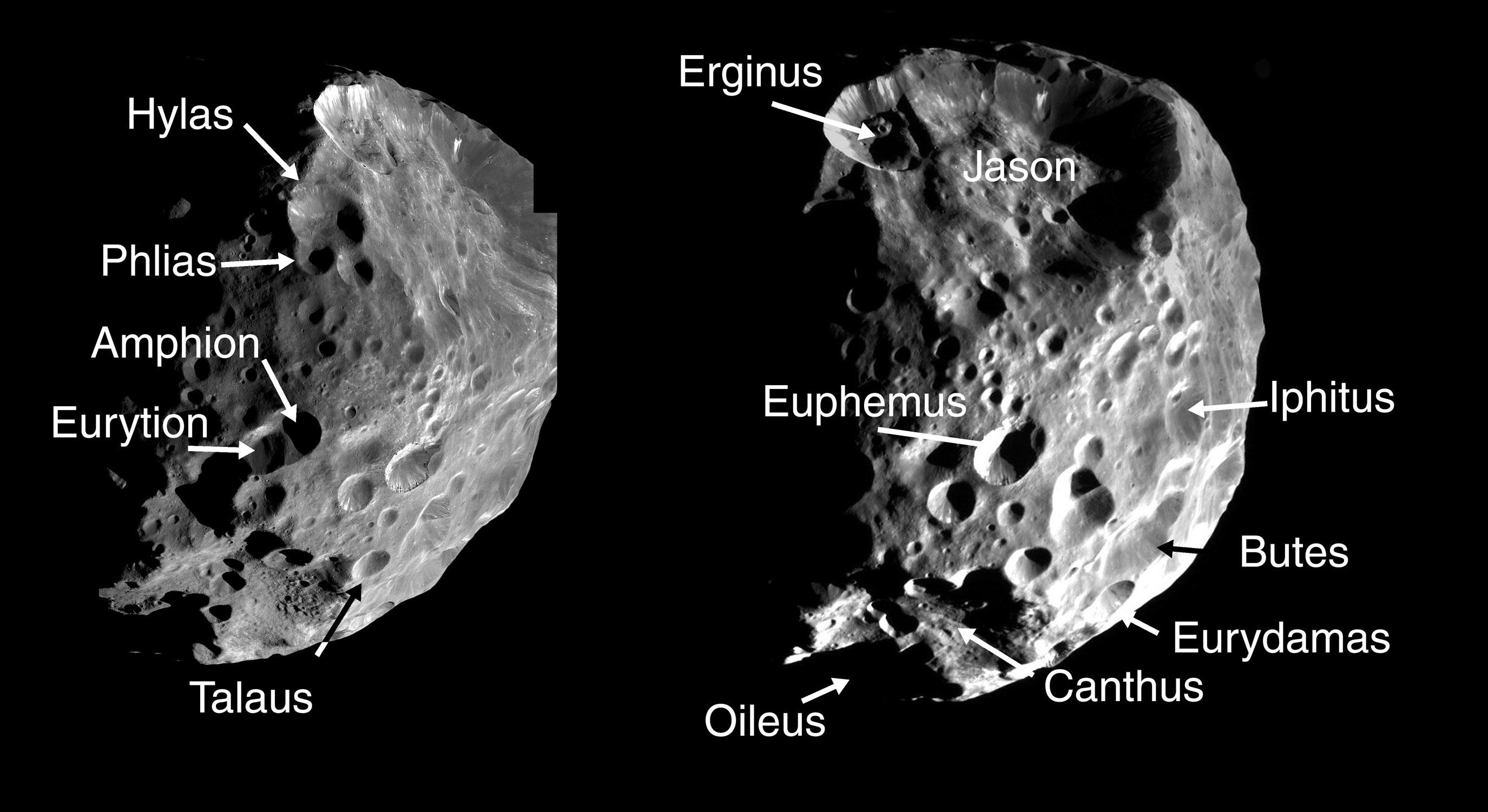
Ejemplos de nomenclatura de cráteres en Febe

| Planeta/satélites | Tipo de accidente                           | Convención de nombres |                                                                                |
| ----------------- | ------------------------------------------- | --- | ------------------------------------------------------------------------------ |
| Jano              | -                                           | | People from myth of Castor and Pollux (twins)                                  |
| Epimeteo          | -                                           | - | Personas asociadas con el mito de Castor y Pollux (gémelos)                    |
| Mimas             | -                                           | | People and places from Malory's Le Morte d'Arthur legends (Baines translation) |
| Encelado          | -                                           | | People and places from Burton's Arabian Nights                                 |
| Tetis             | -                                           | | Personas y lugares asociados con la Odisea de Homero                           |
| Dione             | -                                           | | Personas y lugares asociados con la Eneida de Virgilio                         |
| Rea               | -                                           | | Personas y lugaresde los mitos de la creación                                  |
| Titan             | Principales accidentes brillantes de albedo | Lugares sagrados o encantados de leyendas, mitos, cuentos y poemas de las culturas de todo el mundo                                                     |                                                                                |
| Titan             | Principales accidentes oscuros de albedo    | Mares primordiales o aguas encantadas legendario/ mítico de las culturas del mundo                                                                      |                                                                                |
| Titan             | Cráteres (y lagos si están presentes)       | Lagos de todos los continentes de la Tierra |                                                                                |
| Titan             | Canales fluviales                           | Ríos de todos los continentes de la Tierra |                                                                                |
| Titan             | Planitiae y Labyrinthi                      | Planetas del Universo Dune. |                                                                                |
| Titan             | Otros accidentes                            | Deidades de la felicidad, la paz y la armonía de las culturas del mundo                                                                                 |                                                                                |
| Hiperión          | -                                           | | Deidades del Sol y la Luna                                                     |
| Jápeto            | -                                           | | People and places from Sayers' translation of Chanson de Roland                |
| Febe              | Cráteres                                    | Los cráteres de Febe son nombrados según personas asociados con el mito de Febe o personas de las Argonáuticas de Apolonio de Rodas o de Valerio Flaco. |                                                                                |
| Febe              | Otros                                       | Los accidentes no-cráteres en Febe son nombrados según lugares de las 'Argonauticas.                                                                    |                                                                                |

### Satélites de Urano
| Planeta/satélites  | Convención de nombres |
| ------------------ | --- |
| Puck               | Espíritus traviesos (Pucklike) (clases) |
| Miranda            | Personajes y lugares de las obras de Shakespeare |
| Ariel              | Espíritus luminosos (individuales y clases) |
| Umbriel            | Espíritus de la oscuridad (individuales) |
| Titania            | Personajes femeninos y lugares de Shakespeare |
| Oberon             | Héroes trágicos y lugaresde Shakespeare |
| Pequeños satélites | No hay ningún accidente con nombre en los pequeños satélites de Urano; aunque la convención de la nomenclatura a usar es el de heroínas de obras de Shakespeare y Pope. |

### Satélites de Neptuno
| Planeta/satélites  | Convención de nombres |
| ------------------ | --- |
| Proteo             | Los accidentes de Proteo serán nombrados según espíritus relacionados con el agua, dioses o diosas que no sean ni griegos ni romanos. El único accidentes de Proteo es Faros. |
| Tritón             | Los accidentes geológicos en Tritón deberán tener nombres acuáticos, excepto aquellos de origen romano y griego. Posibles temas para los términos descriptores individuales incluyen a los espíritus acuáticos de todo el mundo, famosas fuentes terrestres o localizaciones de fuentes, accidentes terrestres acuáticos, géiseres terrestres famosos o localizaciones de géiser e islas terrestres. |
| Nereida            | Actualmente no hay accidentes nombrados en Nereida. Cuando se descubren se usarán nombres de nereidas individuales. |
| Pequeños satélites | Los accidentes de otros satélites de Neptuno, una vez descubiertos, deben ser nombrados según dioses y diosas asociados con la mitología de Neptuno /Poseidón o seres mitológicos acuáticos genéricos. |

### Plutón
No hay ningún accidente nombrado en Plutón porque es extremadamente difícil distinguir accidentes en la superficie con los telescopios actuales. Cuando sean descubiertos, bien por observación telescópica o el sobrevuelo de la New Horizons en 2015, los accidentes de la superficie de Plutón serán nombrados según deidades del inframundo. [Esta información está obsoleta]

### Asteroides
| Asteroides         | Tipo de accidente | Convención de nombres                                                   |
| ------------------ | ----------------- | ----------------------------------------------------------------------- |
| (243) Ida          | Cráteres          | Cavernas y grutas del mundo                                             |
| (243) Ida          | Dorsa             | Participantes en el proyecto Galileo                                    |
| (243) Ida          | Regiones          | Descubridor de Ida y lugares relacionados con el descubridor            |
| (243) Ida I Dactyl | Cráteres          | Dáctilos de Ida                                                         |
| (951) Gaspra       | Cráteres          | Spas del mundo                                                          |
| (951) Gaspra       | Regiones          | Descubridor de Gaspra y participantes en el proyecto Galileo            |
| (253) Matilde      | Cráteres          | Campos de carbón y cuencas del mundo                                    |
| (433) Eros         | Cráteres          | Nombres mitológicos y legendarios de carácter erótico                   |
| (433) Eros         | Regiones          | Descubridores de Eros                                                   |
| (433) Eros         | Dorsa             | Científicos que hayan contribuido a la exploración y el estudio de Eros |
| (25143) Itokawa    |                   |                                                                         |

La UAI ha nombrado cráteres y regiones de Itokawa, pero no ha revelado la existencia de convenios sobre su denominación.